# کریستوفر راوز (تدوین‌گر)
کریستوفر راسل راوز (انگلیسی: Christopher Russell Rouse؛ زادهٔ ۲۸ نوامبر ۱۹۵۸) تدوین‌گر و فیلمنامه‌نویس اهل ایالات متحده آمریکا است. راوز برنده جایزه اسکار بهترین تدوین، جایزه بفتا برای بهترین تدوین و جایزه ای‌سی‌ای ادی (ACE Eddie) برای فیلم اولتیماتوم بورن (سال ۲۰۰۷) شد.

## زندگی و شغل
راوز در لس آنجلس متولد شد. پدرش، راسل راوز، نویسنده، کارگردان و تهیه‌کننده بود. مادرش، بورلی مایکلز بازیگر بود.

## بخشی از فیلمشناسی
1. سریع و خمشگین تقدیم می‌کند: هابز و شاو (۲۰۱۹)
2. کاپیتان فیلیپس (۲۰۱۳)
3. منطقه سبز (۲۰۱۰)
4. اولتیماتوم بورن (۲۰۰۷)
5. یونایتد ۹۳ (۲۰۰۶). به همراه کلر داگلاس و ریچارد پیرسون
6. هشت درجه زیر صفر (۲۰۰۶)
7. برتری بورن (۲۰۰۴). به همراه ریک پیرسون
8. کسب و کار ایتالیایی (۲۰۰۳). به همراه ریچارد فرانسیس-بروس
9. آنه فرانک: تمام داستان (۲۰۰۱)